# Смит, Анна Абель
Анна Мария Сибилла Абель Смит (англ. Anne Mary Sibylla Abel Smith; род. 28 июля 1932, Лондонское графство) — христианский миссионер. Является потомком королевы Виктории и Георга III.

## Биография
Анна родилась 28 июля 1932 года, в графстве Лондон. Она была старшим ребёнком Генри Абеля Смита (1900—1993) и его супруги Мэй Кембридж (1906—1994). Мэй является праправнучкой короля Великобритании Георга III и праправнучкой королевы Виктории, поэтому Анна, её брат Ричард (1933—2004) и её сестра Елизавета (род. 1936), находятся в линии наследования британского престола.
Она училась Школе колледжа епископа, в Квебеке.
В 1990-е годы, Анна посещала евангельские собрания в Кеннингтоне. Также, занималась миссионерской работой в Африке. Её часто приглашали на Королевские скачки в Аскоте и другие мероприятия королевой Елизаветой II.
В интервью 1998 года, Анна рассказала журналу The Mirror, что она была частым пассажиром на борту госпитального судна MV Anastasis, оплачивая свою поездку, чтобы присоединиться к христианским миссиям в странах третьего мира в качестве волонтера.

## Брак и дети
Анна вышла замуж за Дэвида Лидделл-Грейнджера (1930—2007), 14 декабря 1957 года. Их свадебная церемония прошла в часовне Святого Георгия в Виндзорском замке. У Анны было восемь подружек невесты, среди которых были будущая королева Нидерландов, принцесса Беатрикс и её сестра Ирена, а также принцесса Кристина Шведская (род. 1943). На Анне была фата, и бриллиантовая тиара, которую ей одолжила кузина.
У пары было пятеро детей:
- Ян Лидделл-Грейнджер (род. 23 февраля 1959), женился 31 октября 1985 года на Джилл Несбитт (род. 1956). У них трое детей.
- Чарльз Лидделл-Грейнджер (род. 23 июля 1960), женился на Карен Хамфрисон (1956—2018), 23 января 1992 года. Супруги детей не имели и развелись в 1999 году. Он женился во второй раз на Марте Маргарет де Клермон 20 октября 2008 года. Второй брак также бездетный.
- Саймон Лидделл-Грейнджер (род. 28 декабря 1962), женился первый раз 26 января 1984 года, на Рамоне Рогошевской (род. 1945). Супруги детей не имели и развелись в 1999 году. Во второй раз женился 4 февраля 2000 года на Натали Джудит Поулард (род. 1970). От второго брака двое детей.
- Алиса Лидделл-Грейнджер (род. 3 марта 1965), вышла замуж 13 августа 1990 за Пьетро Панаджио (род. 1963). У них двое детей.
- Малькольм Лидделл-Грейнджер (род. 14 декабря 1967), женился 1 августа 1994 на Елене Биргхт (род. 1971). У них один сын.[10]

Она развелась с Дэвидом после почти 25 лет брака в 1981 году. Причиной развода стала его измена. Дэвид умер марте 2007 года, от рака.